# Andrea del Sarto

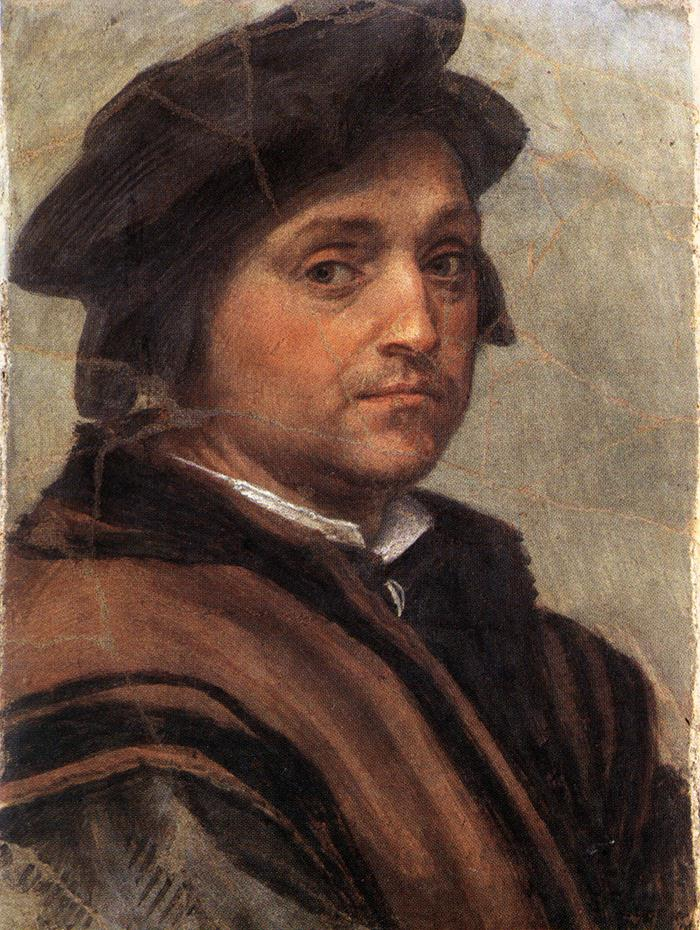
Autoportret, cca 1528
(Galeria Uffizi, Florența)

Andrea del Sarto, de fapt Andrea d'Agnolo di Francesco di Luca di Paolo del Migliore Vannucchi (n. 1486, Florența - d. 1530, Florența), a fost un pictor renascentist italian. Deoarece tatăl său era croitor, el a devenit cunoscut ca “del Sarto” (“fiul croitorului).

## Galerie de imagini

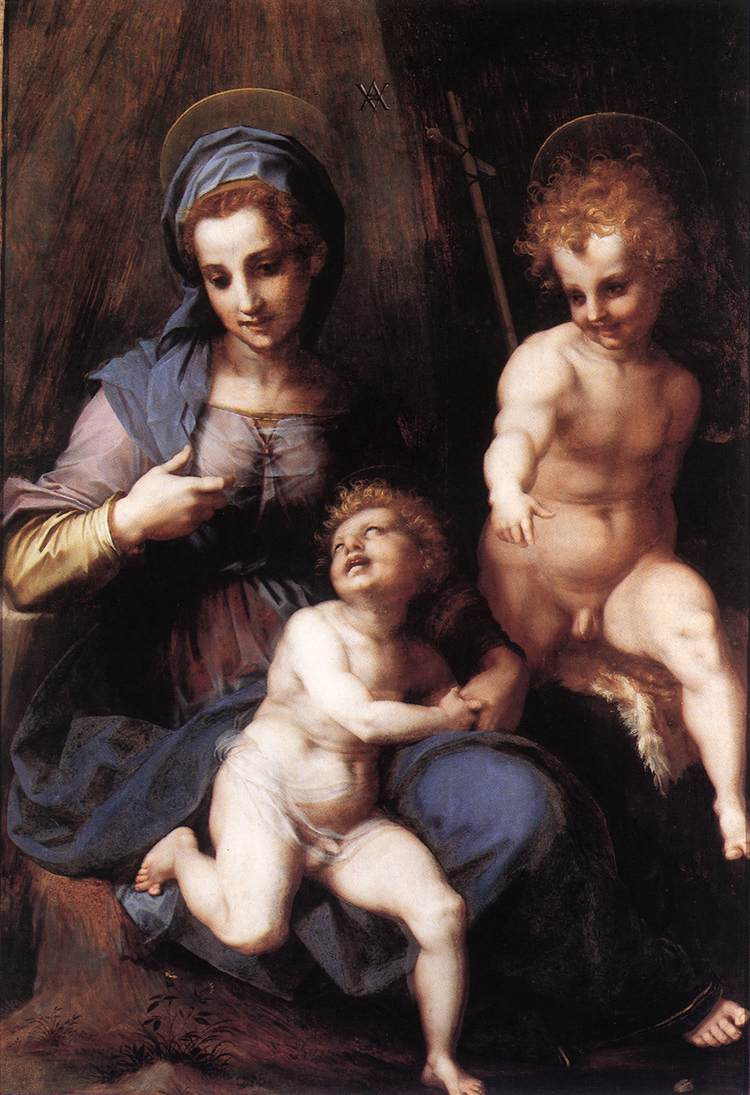
"Madonna col Bambino e san Giovannino" (Galeria Borghese, Roma)
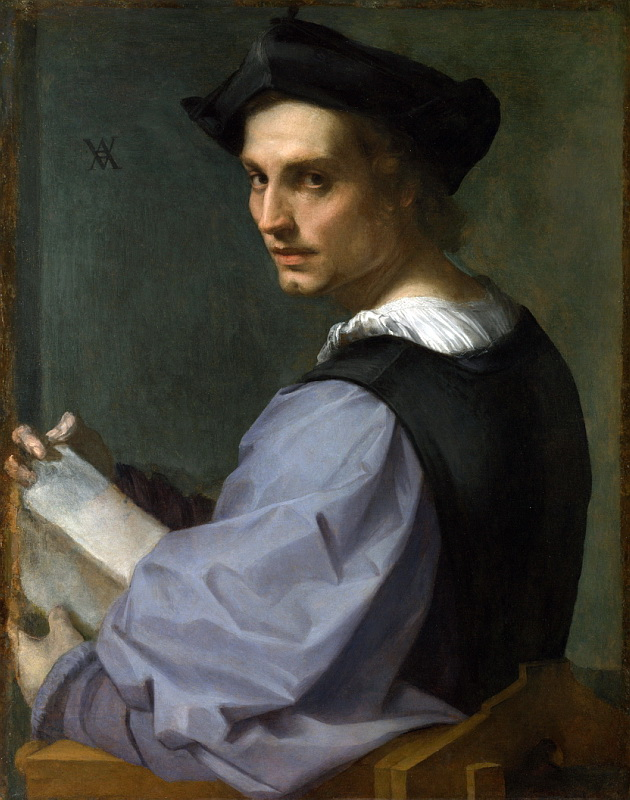
"Ritratto di scultore" (National Gallery, Londra)
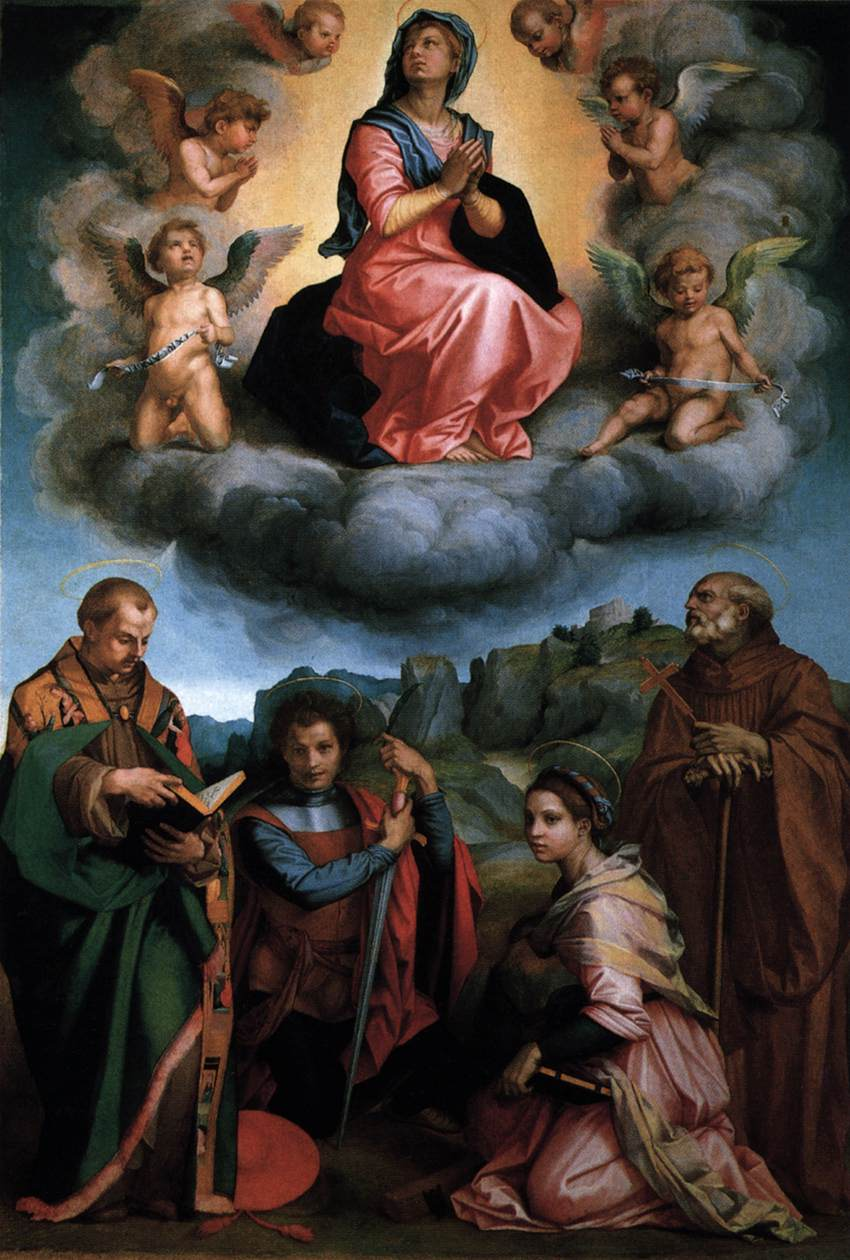
"Madonna in gloria con quattro santi" (Galleria Palatina, Florenţa)
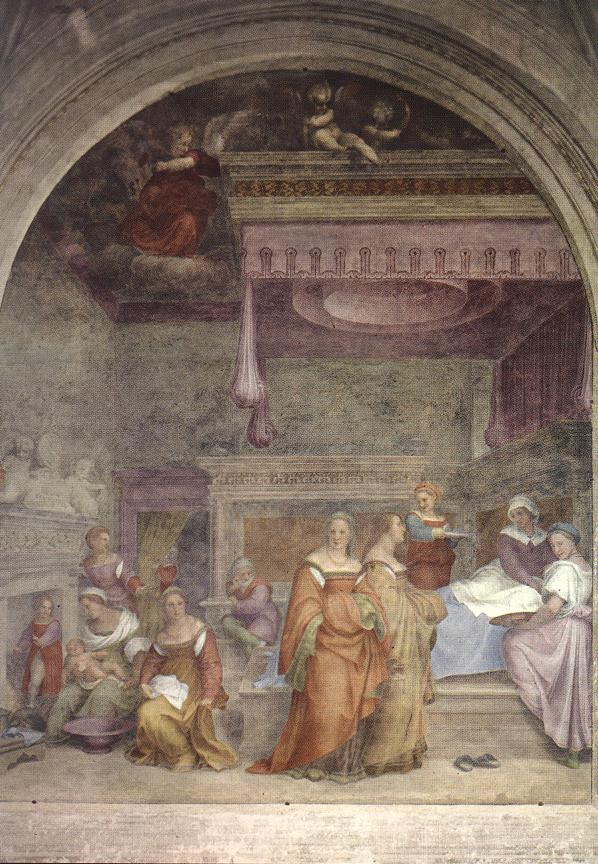
"Natività della Vergine" (Chiostrino dei Voti, Basilica della Santissima Annunziata, Florenţa)
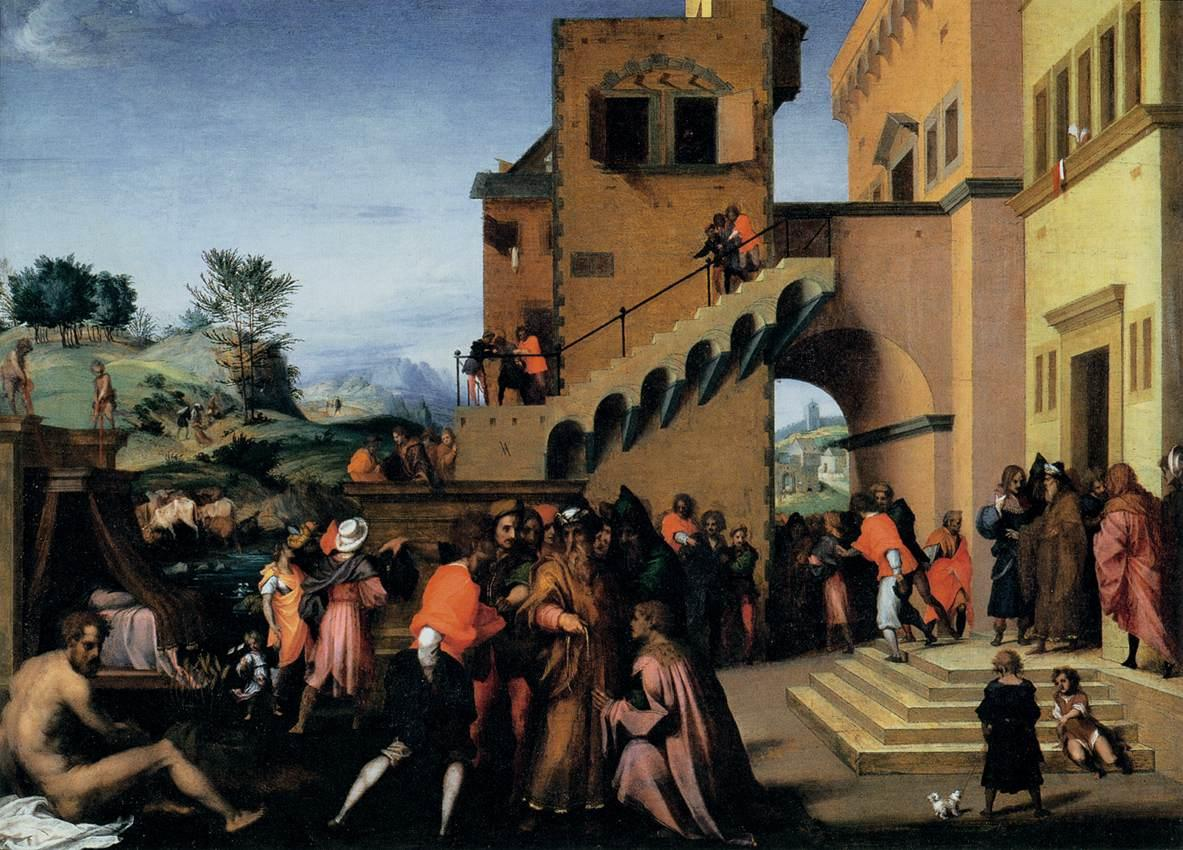
"Giuseppe interpreta i sogni del faraone" (Galleria Palatina, Florenţa)
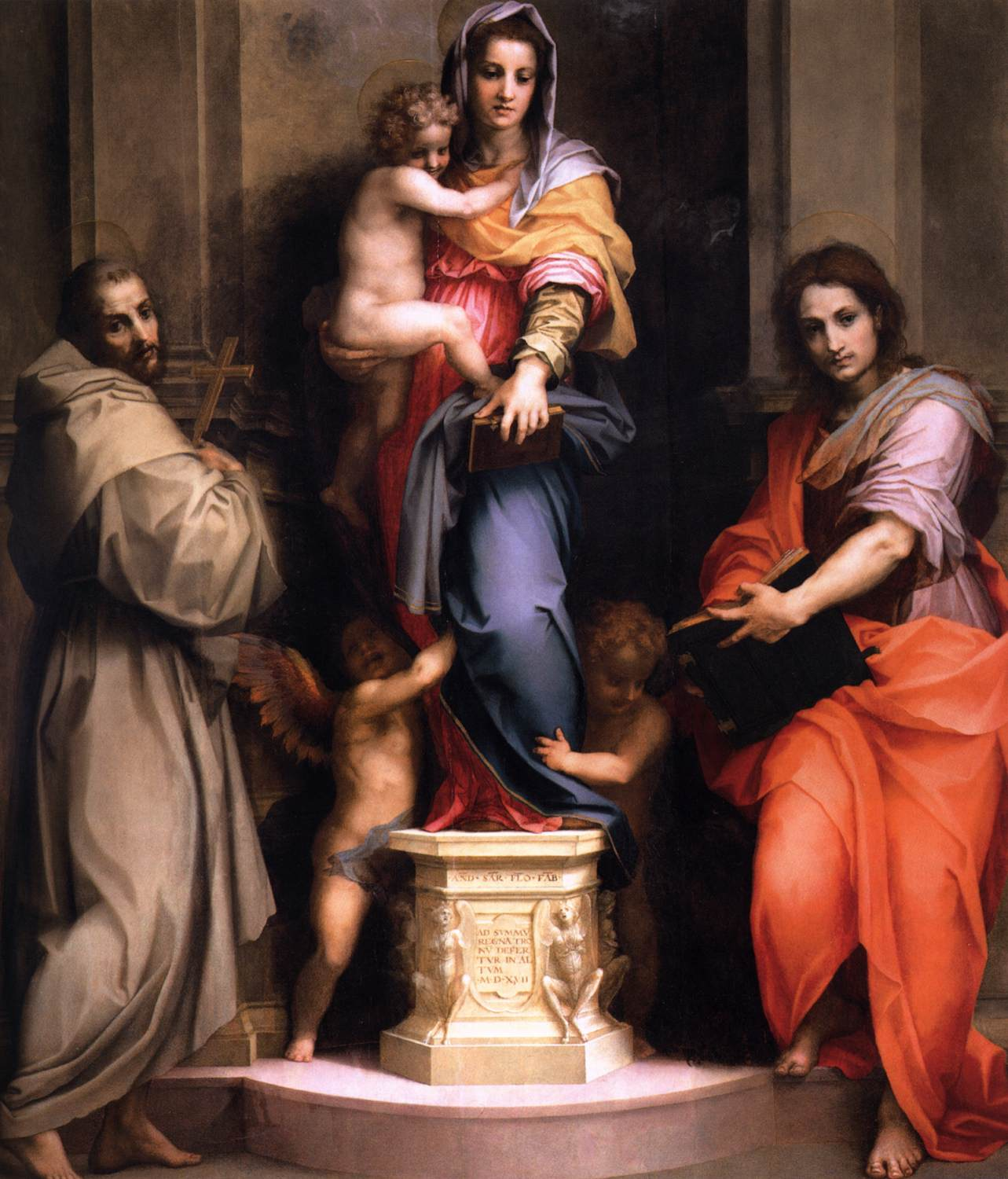
"Madonna delle Arpie" (Galeria Uffizi, Florenţa)